# Ermita de Nuestra Señora del Valle
La ermita de Nuestra Señora del Valle es un templo religioso de estilo románico ojival de influencia bizantina en España. Localizado en el municipio burgalés de Monasterio de Rodilla (comarca de La Bureba), se levanta sobre las ruinas del desaparecido monasterio que lo da nombre. Se trata de un cenobio perteneciente a la segunda mitad del siglo XII; concretamente, su origen se enmarca hacia el año 1170. A pesar de su antigüedad, su estado de conservación actual es bueno. Indudablemente, representa un patrimonio cultural muy relevante para Castilla y León, tratándose de un ejemplar arquitectónico único en el país por su estilo y características. El edificio, de notable atracción turística, fue declarado Bien de Interés Cultural el 3 de junio de 1931.

## Introducción y contexto
La ermita de Nuestra Señora del Valle pertenece al románico de Castilla y León. Allí, este estilo artístico no difirió apenas de las características que adoptó en el resto de la península ibérica; aunque incorporó ciertas características propias. Gran parte de las obras arquitectónicas castellanoleonesas de la época se inspiraron en San Martín de Frómista. Además de Burgos, las provincias de León, Palencia, Zamora (colegiata de Toro), Segovia (iglesias de San Millán y San Esteban), Soria (claustro de San Juan de Duero) y Ávila (iglesias de San Pedro y San Andrés) cuentan con ejemplos bastante representativos, evidenciando el esplendor que alcanzó el románico en la zona.

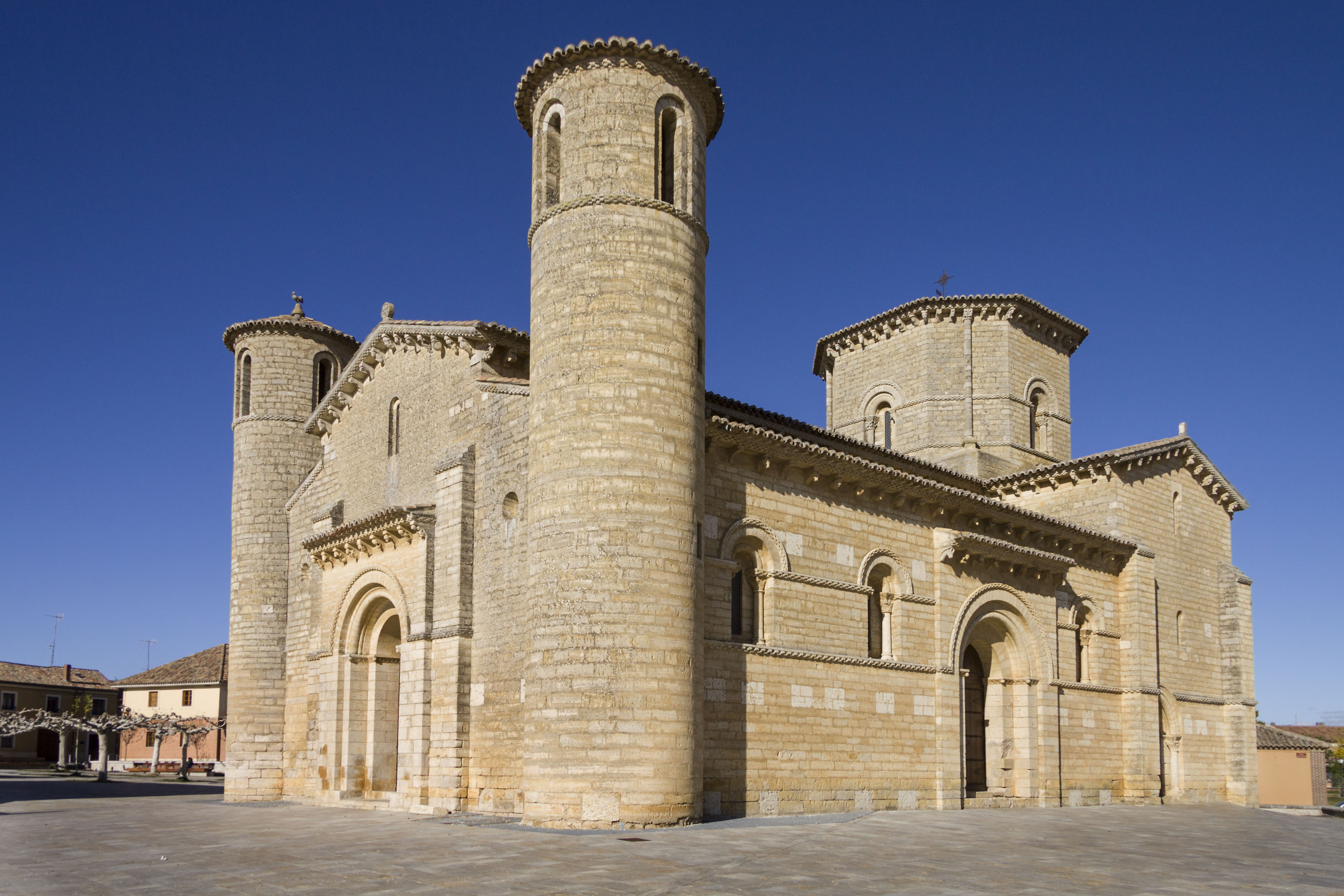
San Martín de Frómista, modelo de referencia e inspiración para múltiples iglesias del románico castellanoleonés.

Basados en el arco de medio punto, los edificios coetáneos se levantaban con bloques de piedra y presentaban cubriciones en muchos casos también pétreas, con bóveda de cañón sobre arcos fajones. No alcanzaban gran altura. La sustentación se realizaba por medio de pilares y columnas en el interior y de contrafuertes exteriores. Se trataba de una arquitectura sobria, con escasez de decoración y de vanos y abundancia de gruesos muros.
El contexto histórico se enmarca en el medievo español. En el plano político, dominaba el modelo feudal de los reinos cristianos, coincidiendo con la Reconquista. En el sur peninsular, se asentaban los musulmanes, por lo que el románico se concentró predominantemente en la mitad norte española. Fue también la época de las cruzadas. Por otra parte, la sociedad era estamental, estando dividida en estratos diferenciados a los que se accedía por nacimiento. Culturalmente, el Camino de Santiago, representó un vínculo fundamental con el resto de Europa y contribuyó a la difusión del modelo de iglesia de peregrinación. El arte de la época estuvo fuertemente ligado al medio rural y al teocentrismo medieval, marcado por el "terror del año 1000".

## Historia

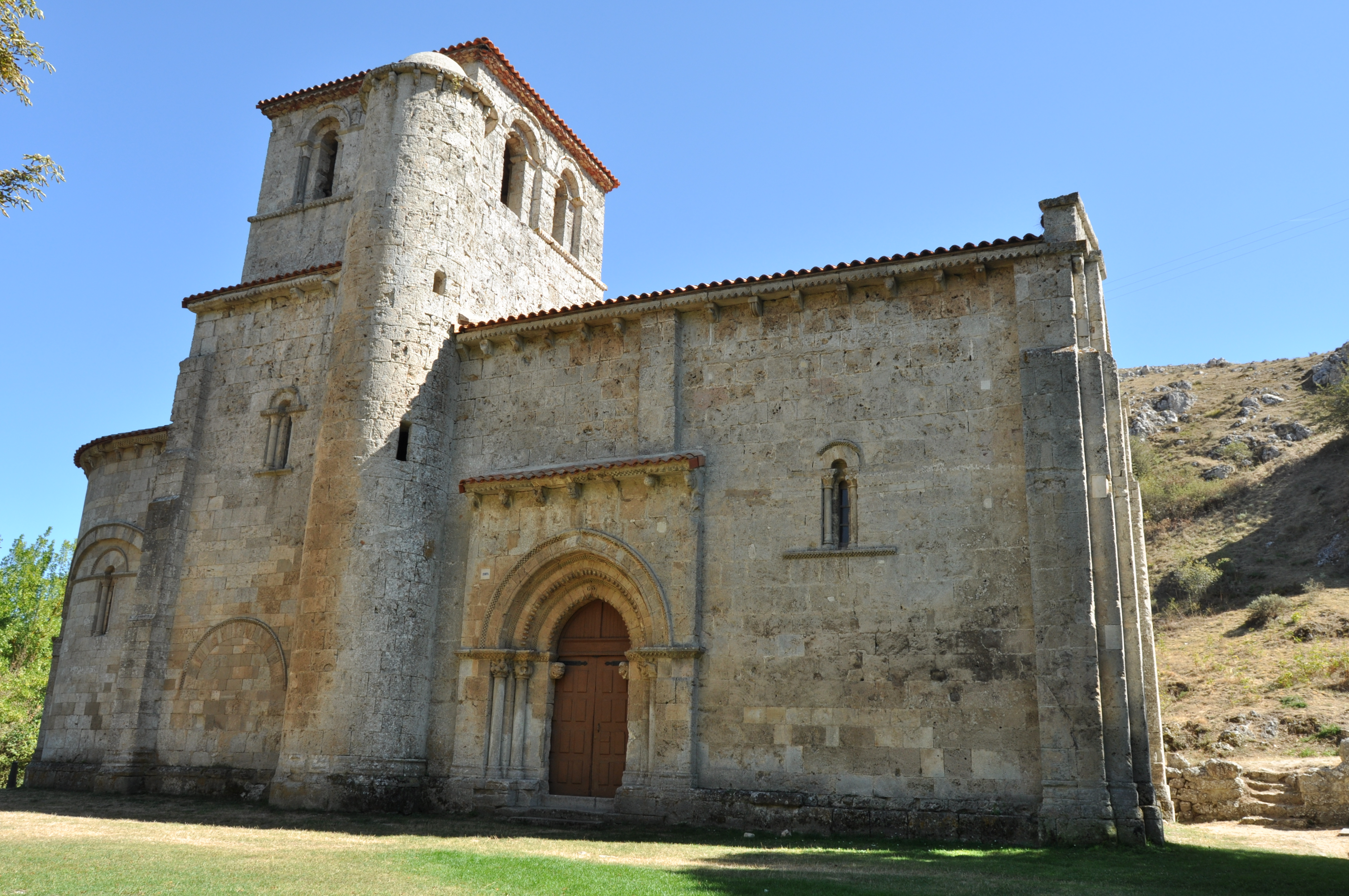
Vista frontal de la ermita

Antes de la existencia de la ermita actual, había en el pueblo un monasterio llamado Santa María del Valle cuyo emplazamiento no se conoce con certeza. Existen dos posturas opuestas acerca del mismo: una de ellas manifiesta que el emplazamiento del monasterio fue el mismo que el de la actual ermita, mientras que la otra señala que estaba donde se sitúa actualmente la iglesia gótica de Santa Marina (también en Monasterio de Rodilla). Como se puede suponer, el nombre del monasterio (Santa María del Valle) dio origen al de la ermita (Nuestra Señora del Valle).

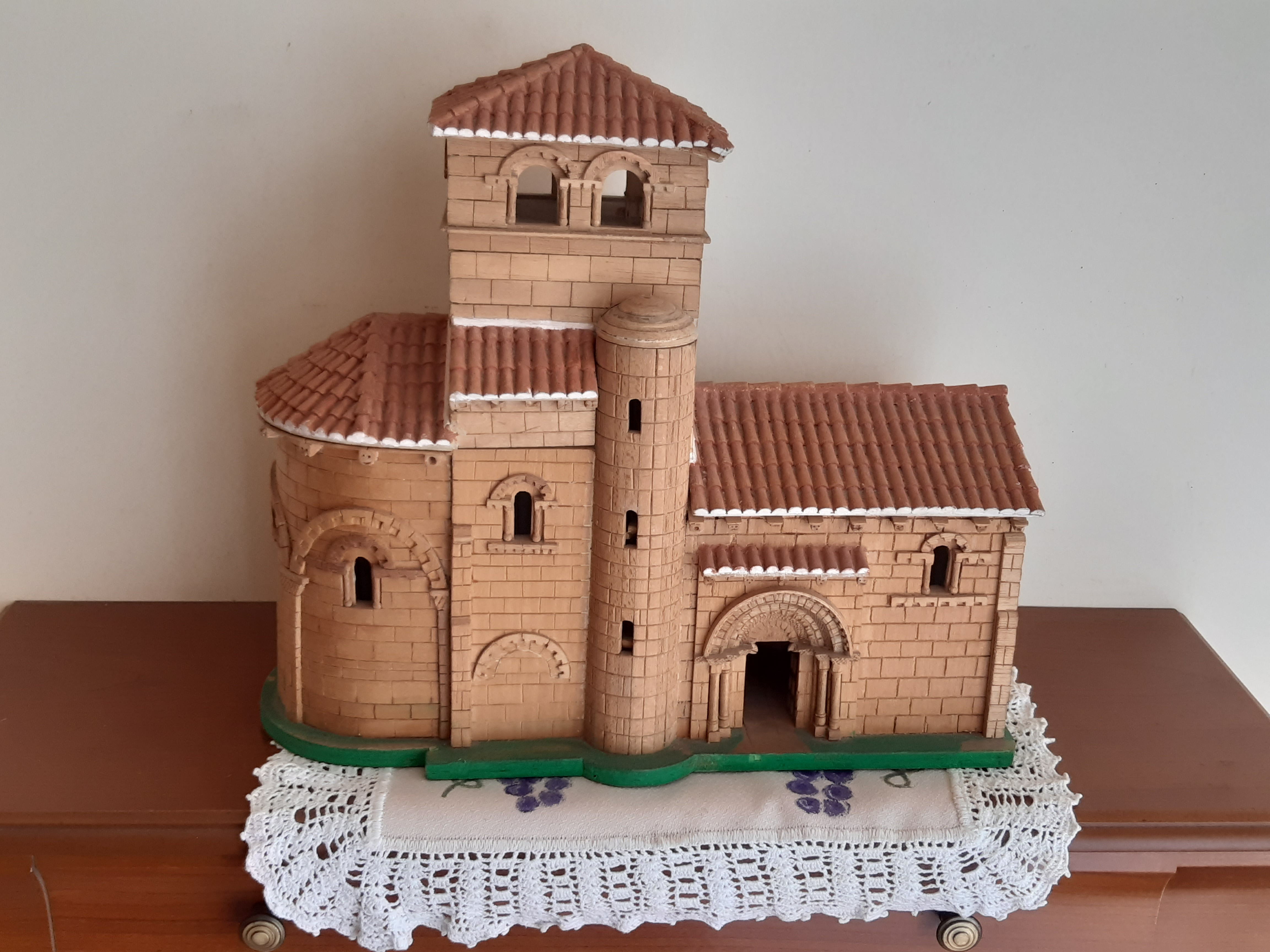
Maqueta de la ermita Nuestra Señora del Valle

Está documentado que a principios del siglo XII, el conde Rodrigo Gómez de Bureba y su mujer Doña Elvira fueron dignos protectores del monasterio. A la muerte del conde, su viuda se retiró a Santa María del Valle. Según consta en los documentos, el hijo de ambos, de nombre Don Gonzalo, continuó con el apoyo al monasterio y ordenó edificar la actual ermita. Esta se construyó durante el periodo en el que Don Pedro Sánchez ocupaba el cargo de abad, hacia 1170 (siglo XII). La evidencia de que la iglesia no se puede remontar más allá del siglo XII debido a sus características arquitectónicas y decorativas es otro motivo de la aceptación de esta fecha.
En la colección diplomática de Oña se recoge el siguiente texto:
"El abad Pedro Sánchez dejó una memoria muy honrada para que nos acordáramos de él. Hizo la Iglesia de Nuestra Señora del Valle".
Posteriormente, el rey castellano Alfonso VIII (1155-1214) donó tierras a Nuestra Señora del Valle "en sufragio de su alma y de sus antepasados" 

## Espacio interior

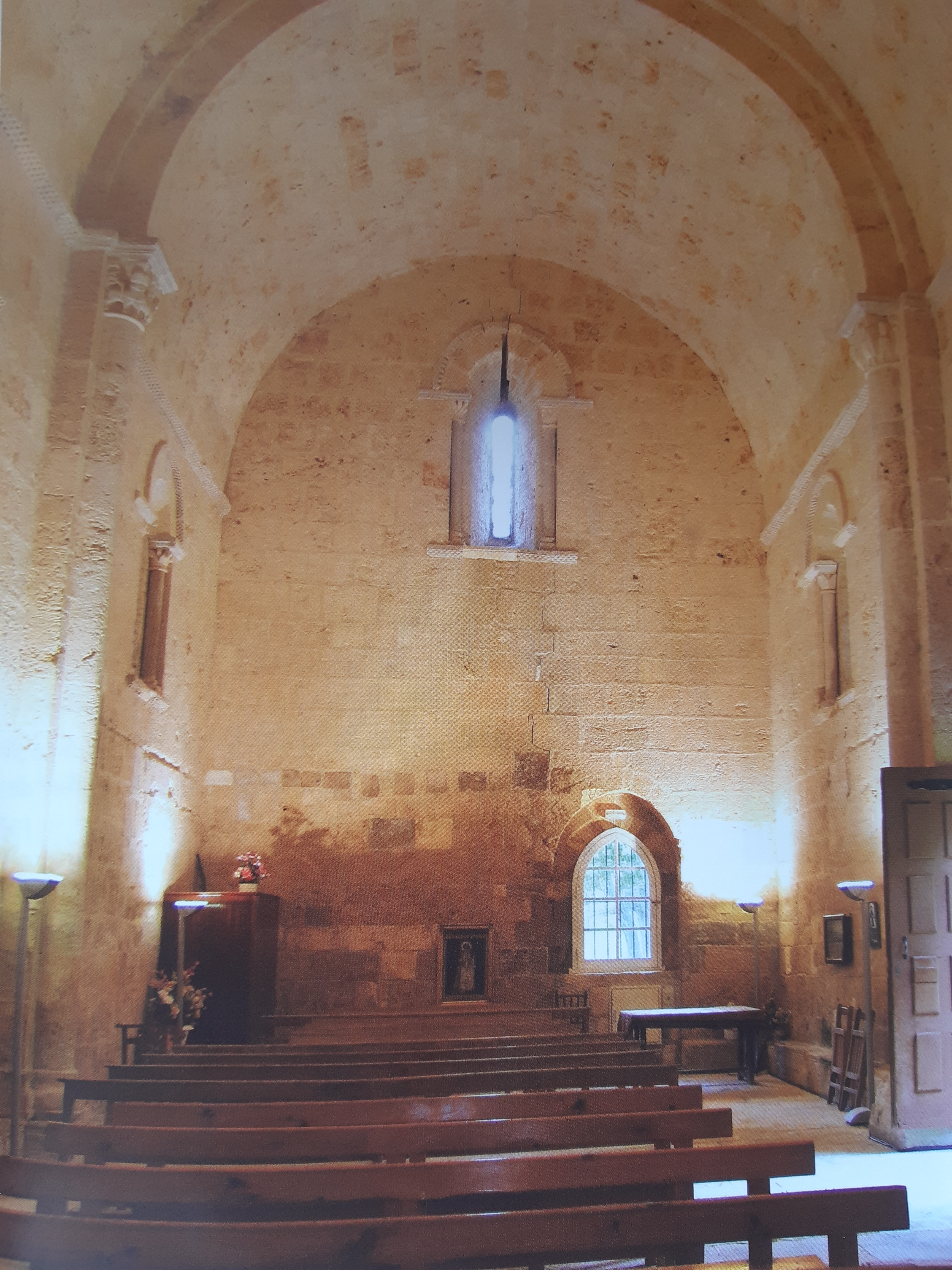
Vista interior de Nuestra Señora del Valle

El interior es breve, recogido y sencillo. Presenta tres tramos: ábside interior, crucero y nave. Existe una notable diferencia de altura entre ellos.
Ábside interior: transparenta los elementos decorativos del ábside exterior. Aparecen en él tres ventanas, cada una en el centro de un arco, con sencillos capiteles. En el interior las ventanas son más abiertas que en el exterior, por lo que se encuentran abocinadas hacia el exterior. En esta zona se encuentra el altar, con su correspondiente mesa eucarística. La luz que penetra en el interior por cada una de las tres ventanas converge en él.
Crucero: su elemento más interesante es la cúpula de media naranja. Su único adorno es una moldura de flores que bordea su abertura circular central. Aparece levantada por cuatro arcos torales apuntados, entre los que figuran pechinas de cuello muy alargado. Estas pechinas, de origen e influencia bizantina, permiten el paso de un espacio cuadrangular a otro circular. Su alargamiento y fino estilo producen una sensación de elevación y espacio. A su esbeltez y finura, contribuye el leve apuntamiento de los arcos, una aproximación a la estética gótica.

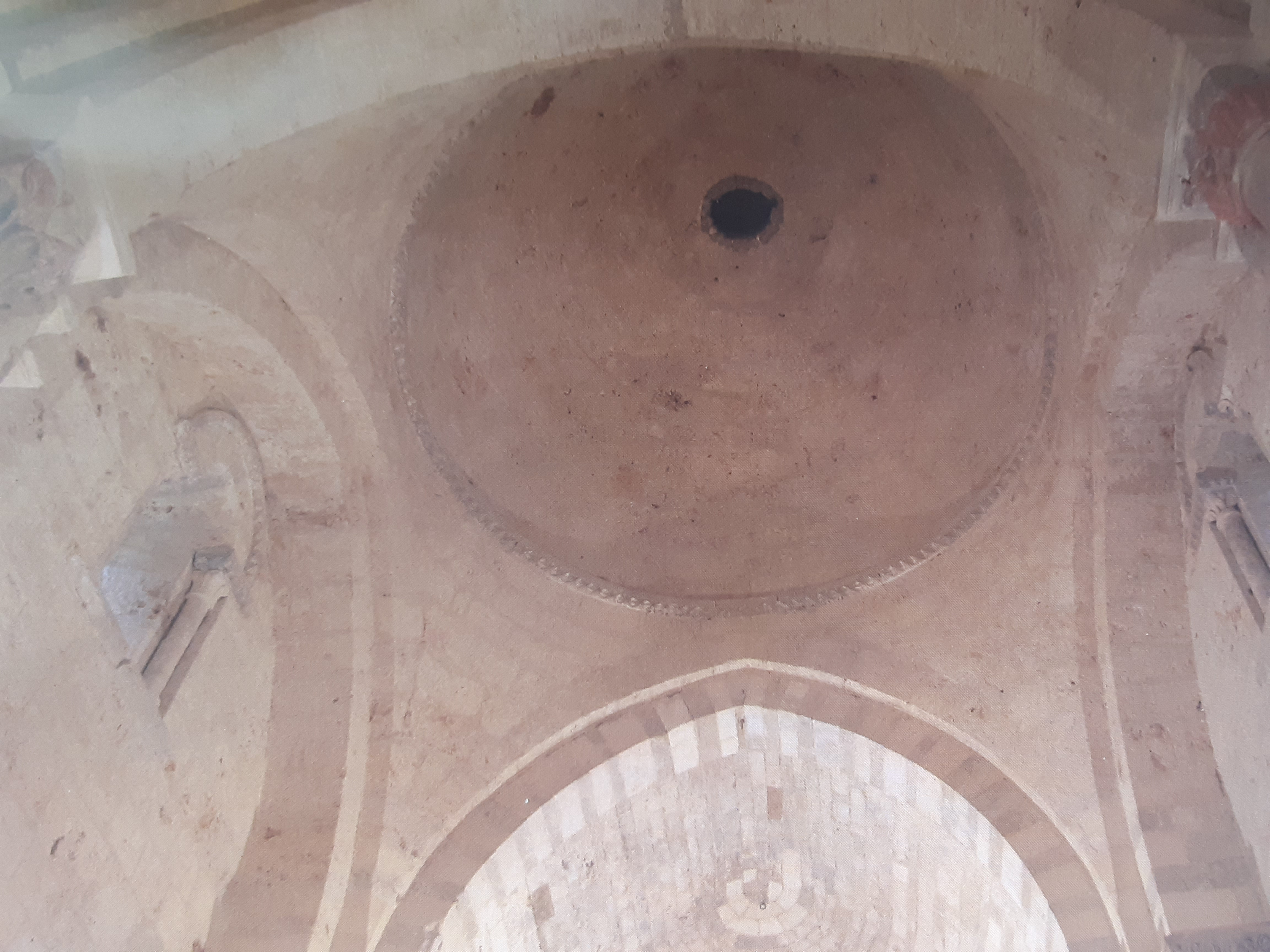
Vista interior de la cúpula de Nuestra Señora del Valle

El crucero presenta dos absidiolos o nichos orientados hacia el sur y el norte respectivamente, en dirección perpendicular a la orientación de la nave. Cada uno está resguardado por un arco de medio punto sostenido por dos columnas de tamaño mediano, sobre el que se alza un tejadillo a dos aguas de forma triangular.
Los capiteles del crucero repiten frecuentemente la temática de los canecillos. Presentan evidentes restos de policromía. Su tema principal es la naturaleza. Combinan motivos vegetales con otros zoomorfos: aparece un león con las fauces abiertas, un águila con las alas extendidas, serpientes que se cruzan e incluso hojas de acanto y pájaros.
Nave: está formada por dos tramos cubiertos por una bóveda de medio cañón, separados entre sí por un arco fajón apuntado con dos altas columnas adosadas y capiteles. Al fondo, se aprecian signos de un coro de hechura posterior. 
En la parte baja de la pared posterior se distingue una pequeña puerta ojival lisa, en gran parte cegada por el muro. Su parte no cegada conecta con el exterior a modo de ventana. En lo alto de dicho muro, se distingue una ventana de medio punto cuyo único adorno es una moldura de tacos.

## Espacio exterior
A grandes rasgos, se trata de una iglesia de una sola nave estrecha y de altas paredes. Entre sus principales elementos destacan:
Planta general: es muy sencilla. Contiene los tres elementos básicos de una basílica románica: nave, crucero y santuario.
Ábside semicircular: se encuentra sobre un resistente zócalo. En su estructura semicircular se suceden tres arcos ciegos de medio punto. Estos son muy abiertos y se apoyan sobre machones. No incorporan capiteles. Comprenden toda la forma semicircular del ábside y surcan el muro. Al ser el ábside bastante extenso, los arcos resultan ampliamente abiertos, algo poco común en el ámbito ortodoxo.
El muro del ábside alberga tres pequeñas ventanas cuyo objetivo es iluminar el altar. Dichas ventanas se sitúan por debajo de los tres arcos (una por debajo de cada arco). Cada ventana se encuentra escoltada por dos sencillas columnas, una a cada lado. Las ventanas y columnas se apoyan sobre delgadas pilastras, situadas a varios metros del suelo.
El ábside contiene una pequeña inscripción muy deteriorada y prácticamente ilegible. 

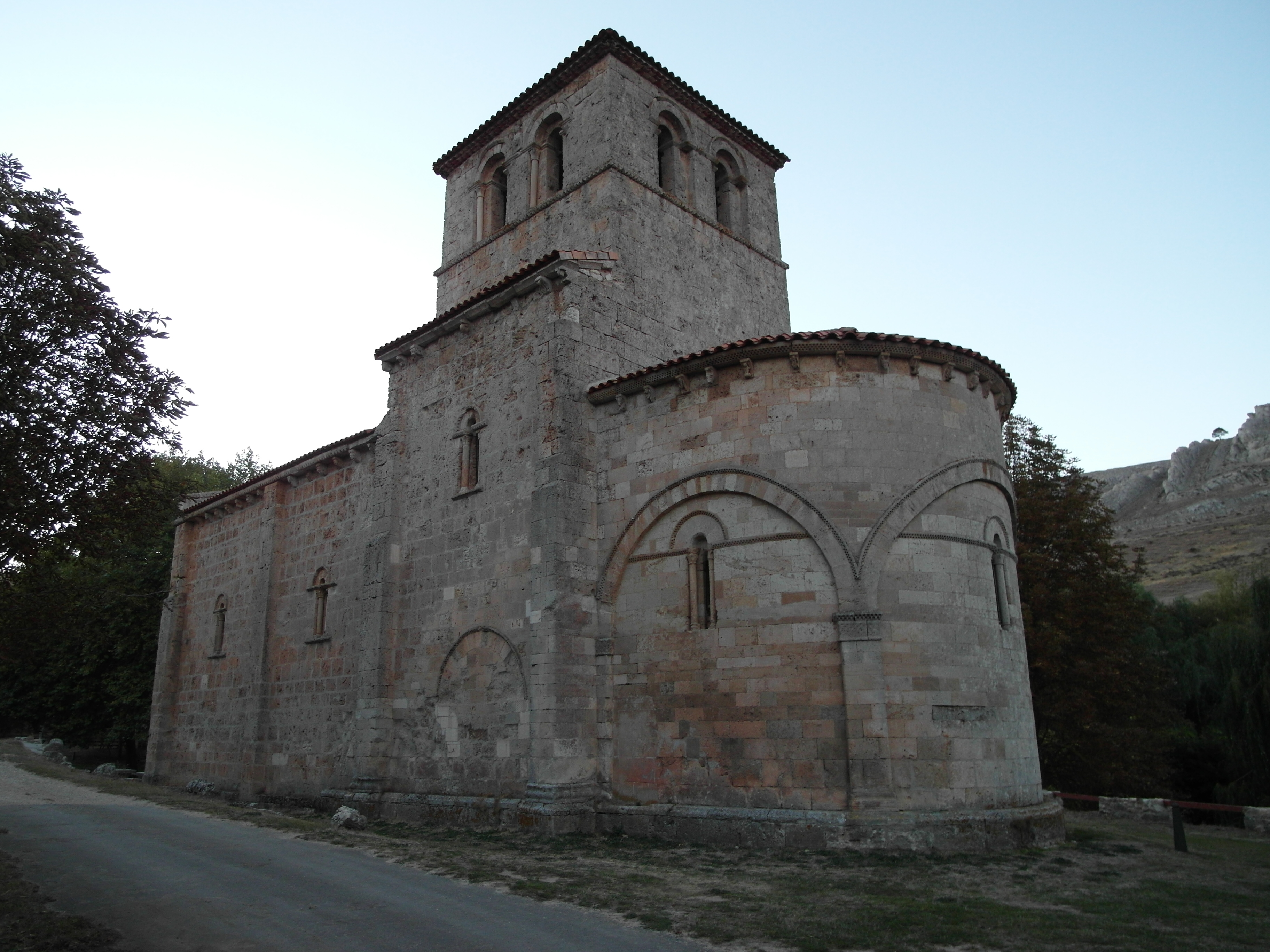
Vista del ábside semicircular

Canecillos: también conocidos como modillones, son pequeñas piezas en las que se apoya el alero de la ermita. El ábside del templo contiene 24 canecillos pero estos no se encuentran solo ahí sino que se esparcen por debajo del tejado semicircular, rodeando el perímetro de la iglesia (además de en el ábside, se encuentran en la torre, la nave y la portada).
Los canecillos llaman la atención en gran parte por su gran variabilidad y temática. Encontramos en los canecillos representaciones de cabezas humanas, así como animales: águilas, arpías, leones, peces, cerdos, cuervos e incluso un buey. También aparecen músicos, contorsionistas y hombres realizando diversas acciones como cargar un tonel o tocar un caramillo.
Portada: Se encuentra en un pequeño saliente de la fachada frontal custodiado por un tejadillo. Está formada por un arco triple levemente apuntado. Las arquivoltas que aparecen en él están acompañadas de billetes a modo de ornamento. Presenta cuatro columnas acodilladas sobre jambas, cada una de las cuales está rematada por un capitel.

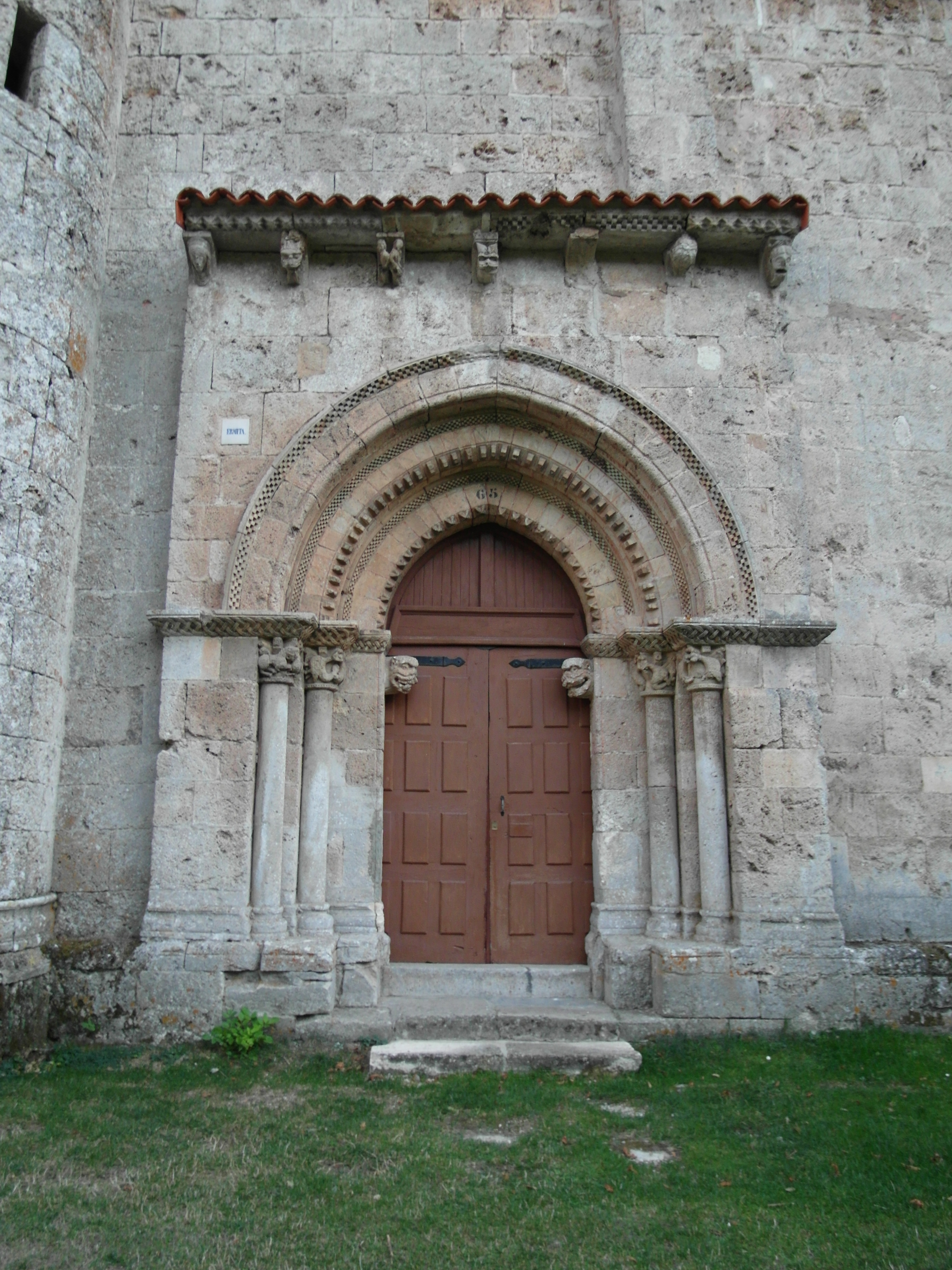
Portada de Nuestra Señora del Valle

Partiendo de los elementos mencionados, la portada es románica pura en sus elementos y disposición, de influencia oriental por su escultura y del gótico incipiente por su arco. 

## Situación geográfica y paisaje
En la comarca de la Bureba, Nuestra Señora del Valle dista 2 kilómetros del principal núcleo de Monasterio de Rodilla (provincia de Burgos). Este municipio se encuentra a los pies del puerto de la Brújula. El barrio más cercano a la ermita es el de Santa Marina. En él, se encuentra la iglesia gótica de Santa Marina, que da nombre al barrio.
El templo se sitúa en un valle custodiado por un risco rocoso de tamaño considerable. Entre los múltiples árboles que destacan, abundan los castaños. En la propia explanada de la ermita se encuentra una fuente de agua potable, así como un merendero. Por detrás del templo se extiende un camino no muy transitado.
En las inmediaciones de la ermita, se sitúan el castillo de Monasterio de Rodilla y los vestigios de la antigua ciudad autrigona de Tritium Autrigonum. Además, cerca de su ubicación se encontraba la calzada romana que conectaba Asturica Augusta (Astorga, León) con Burdeos.

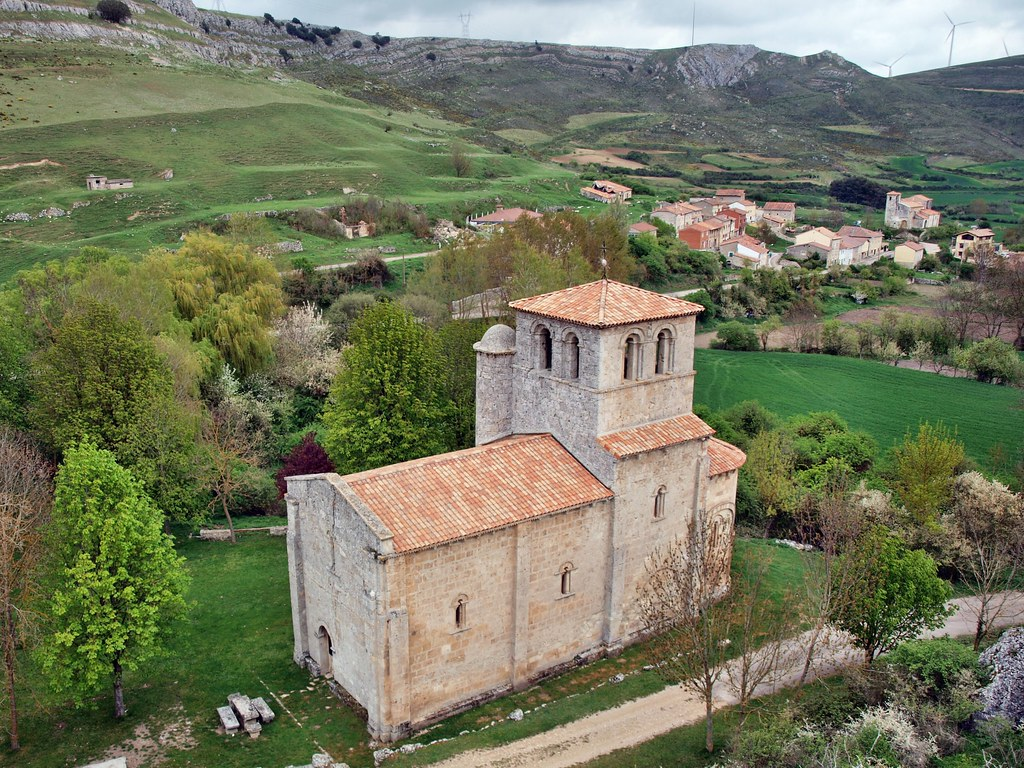
Vista de la ermita de Nuestra Señora del Valle, su paisaje y sus alrededores

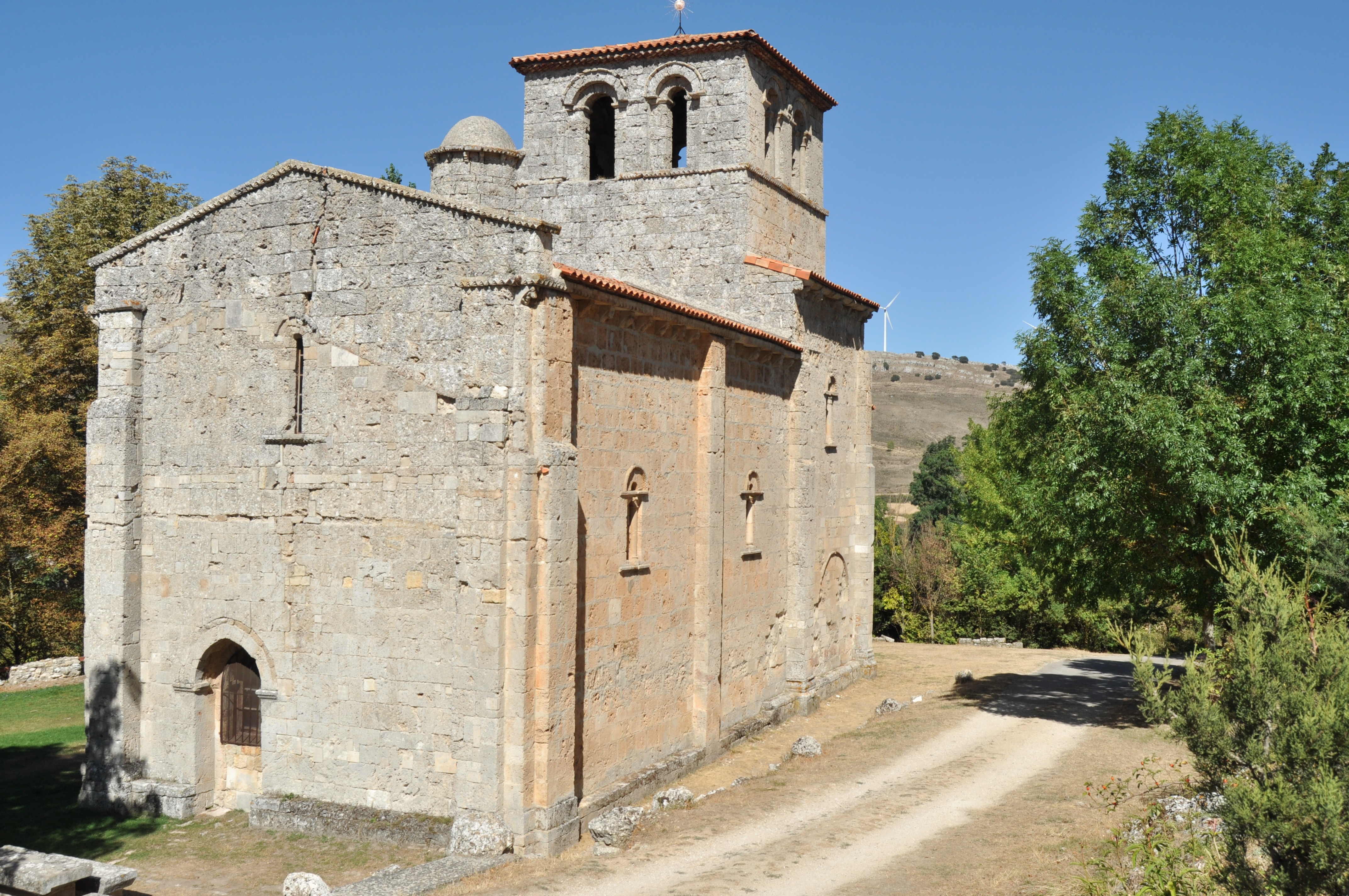
Entorno natural alrededor del templo

## Galería de imágenes

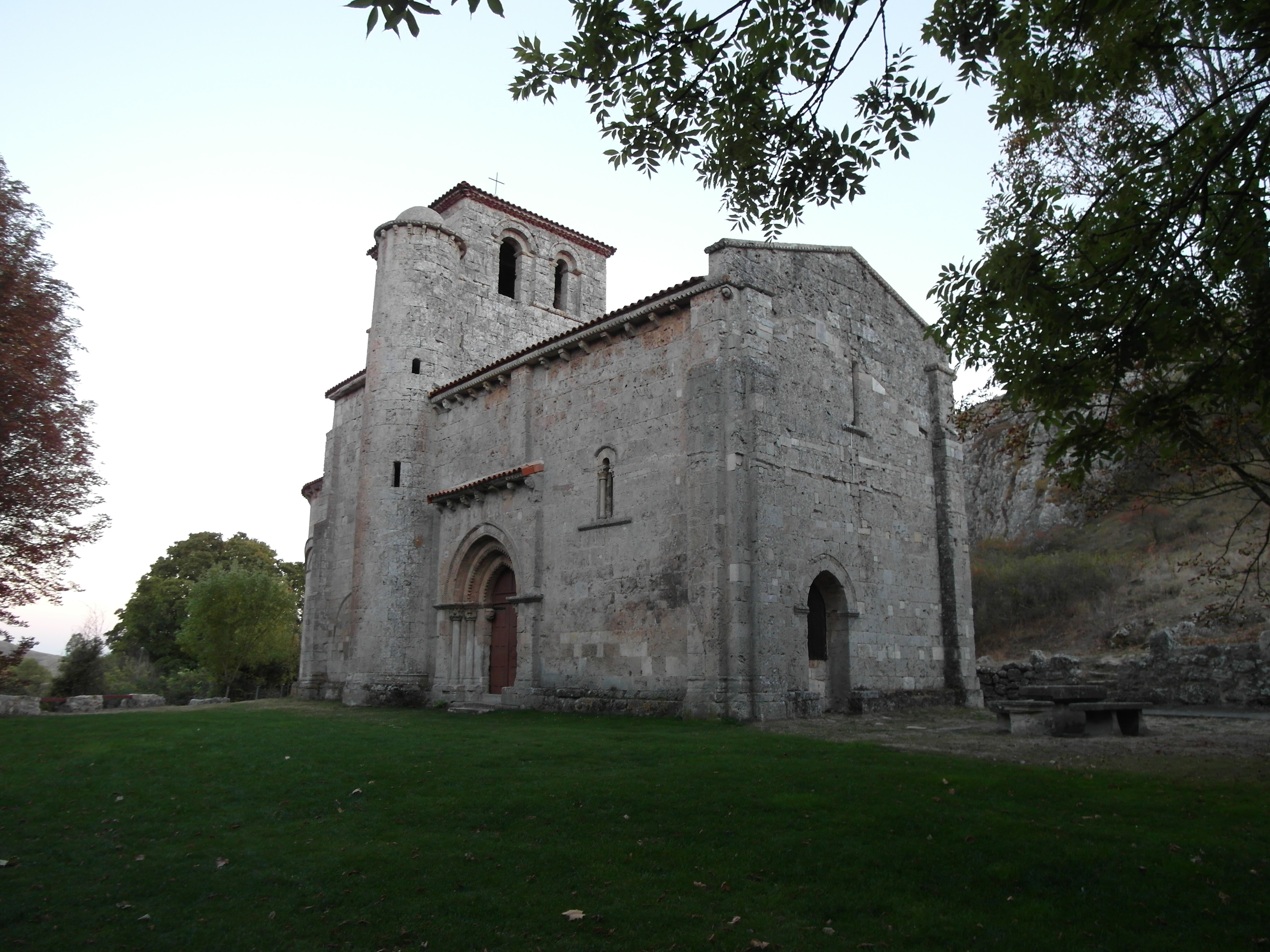
La ermita en su entorno natural
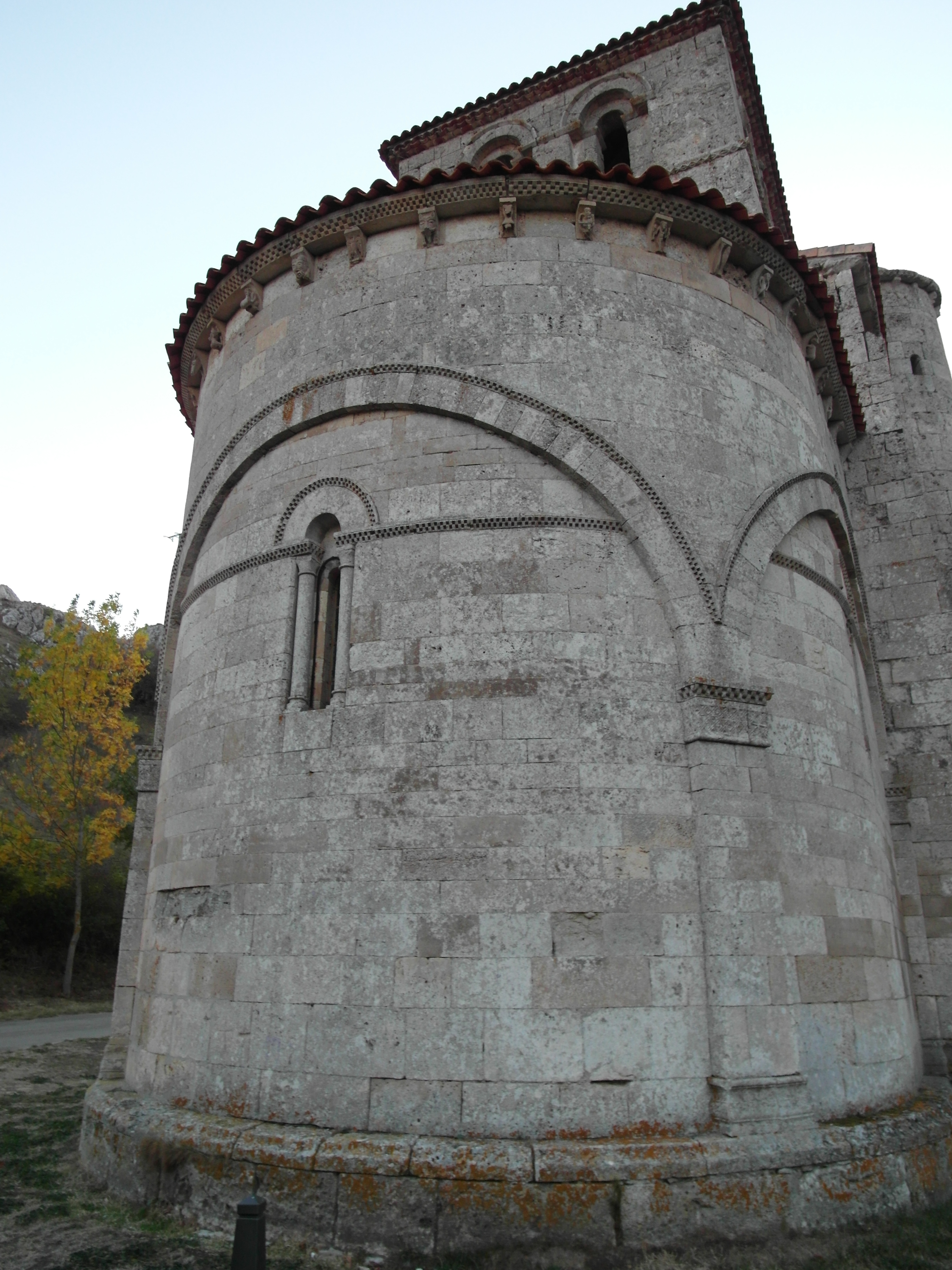
Arcadas ciegas en el exterior del ábside
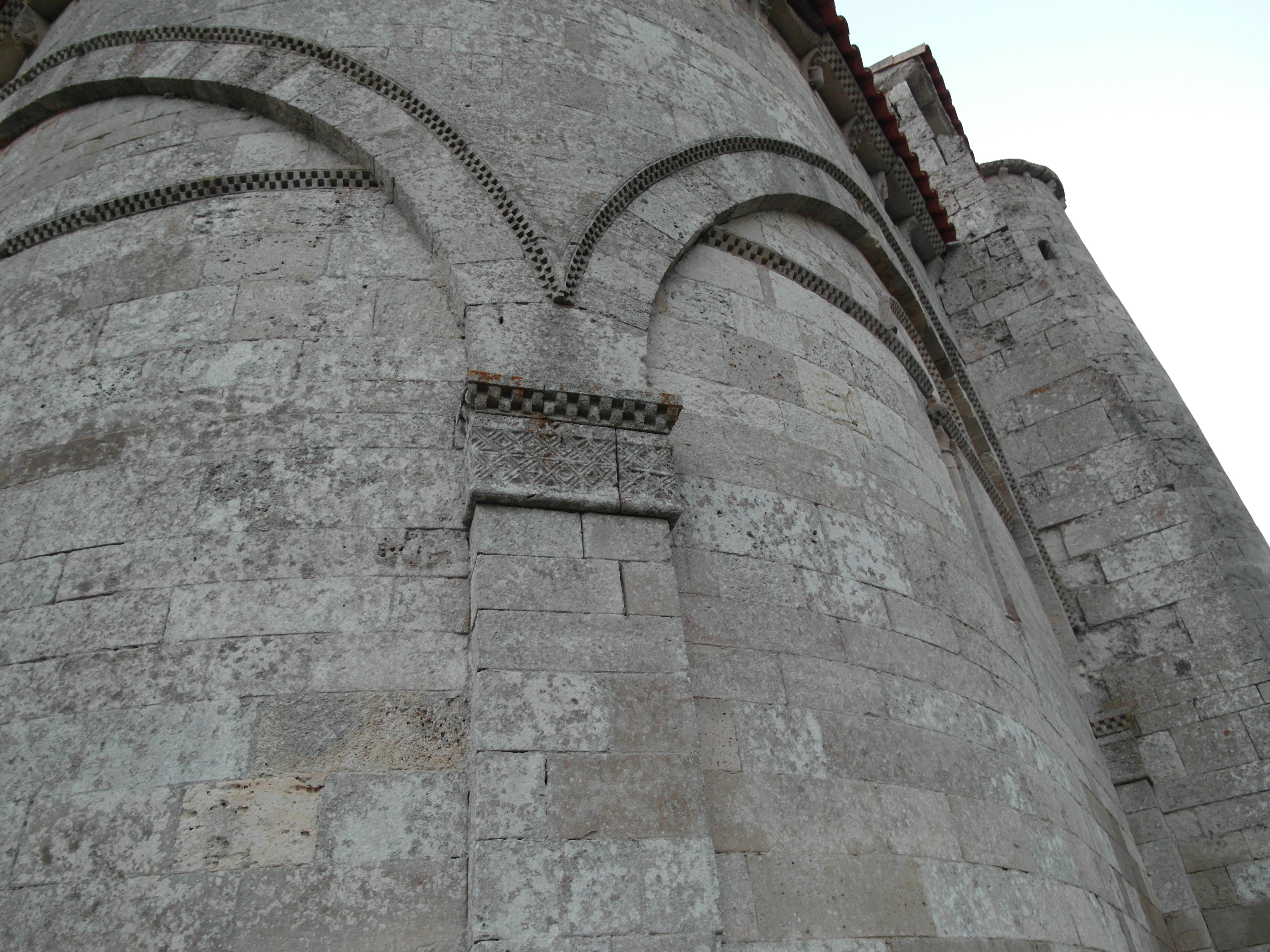
Pilastra bajo dos arcos ciegos del exterior del ábside
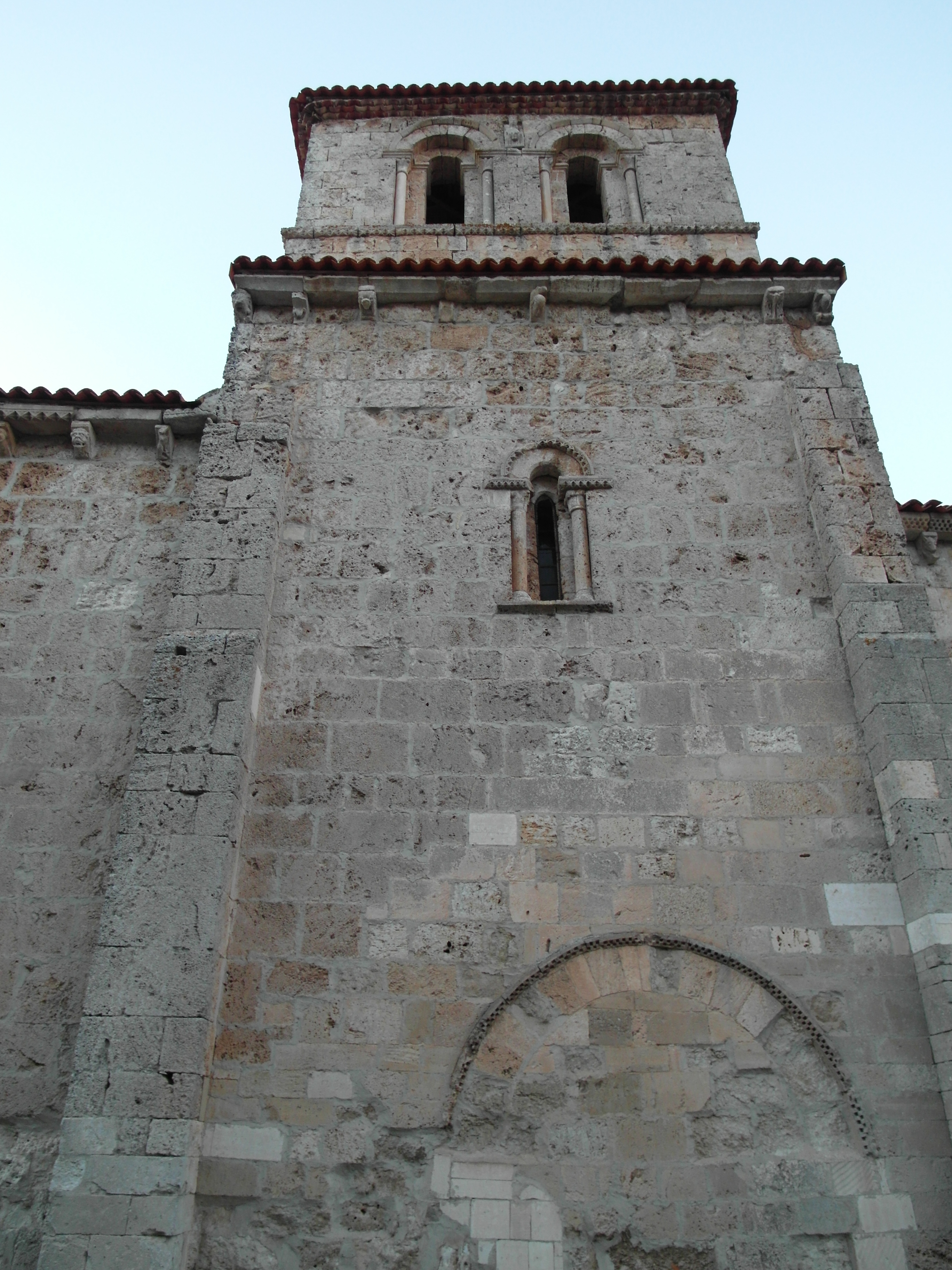
Grueso muro en la zona del crucero
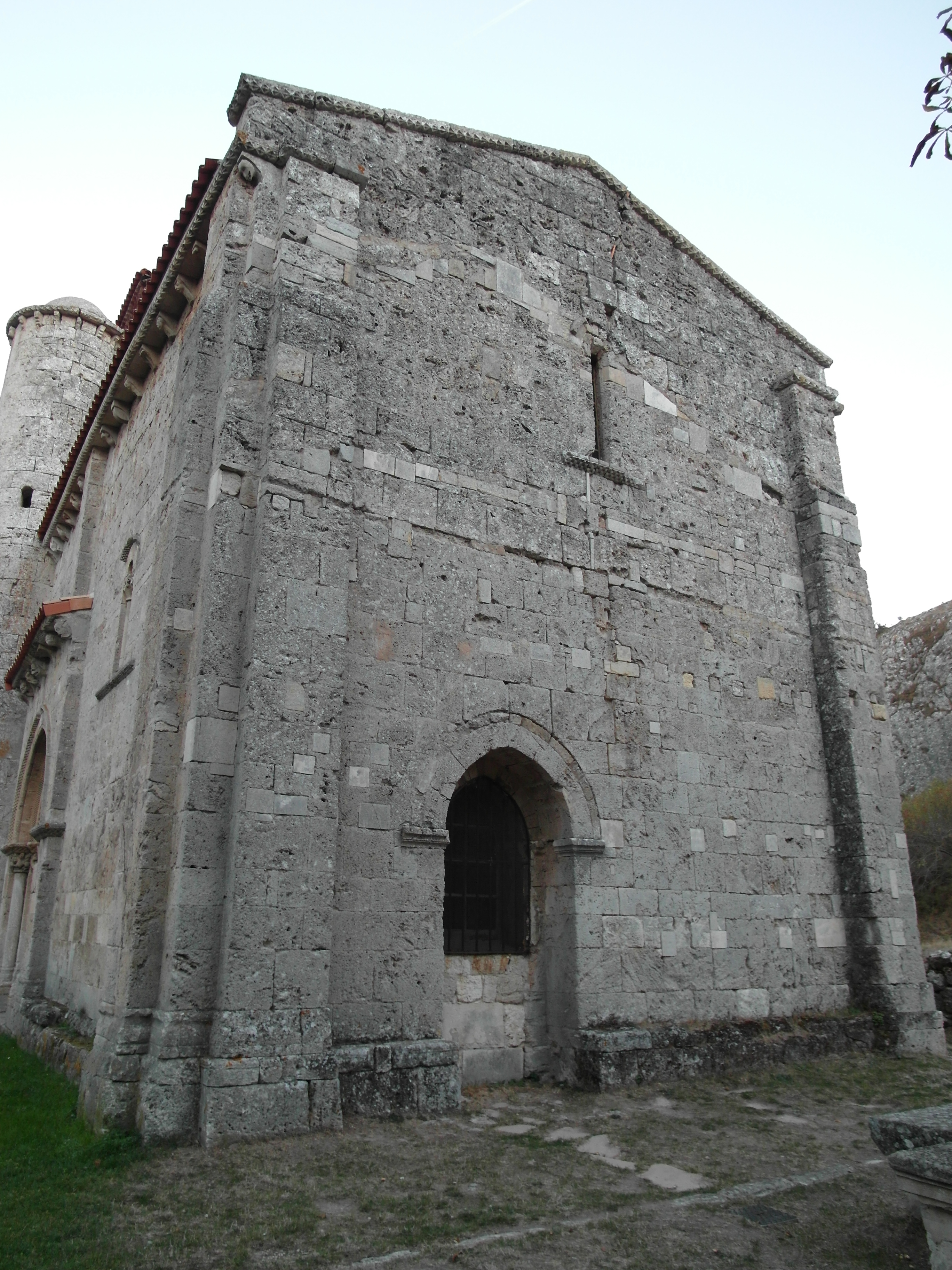
Muro opuesto al ábside
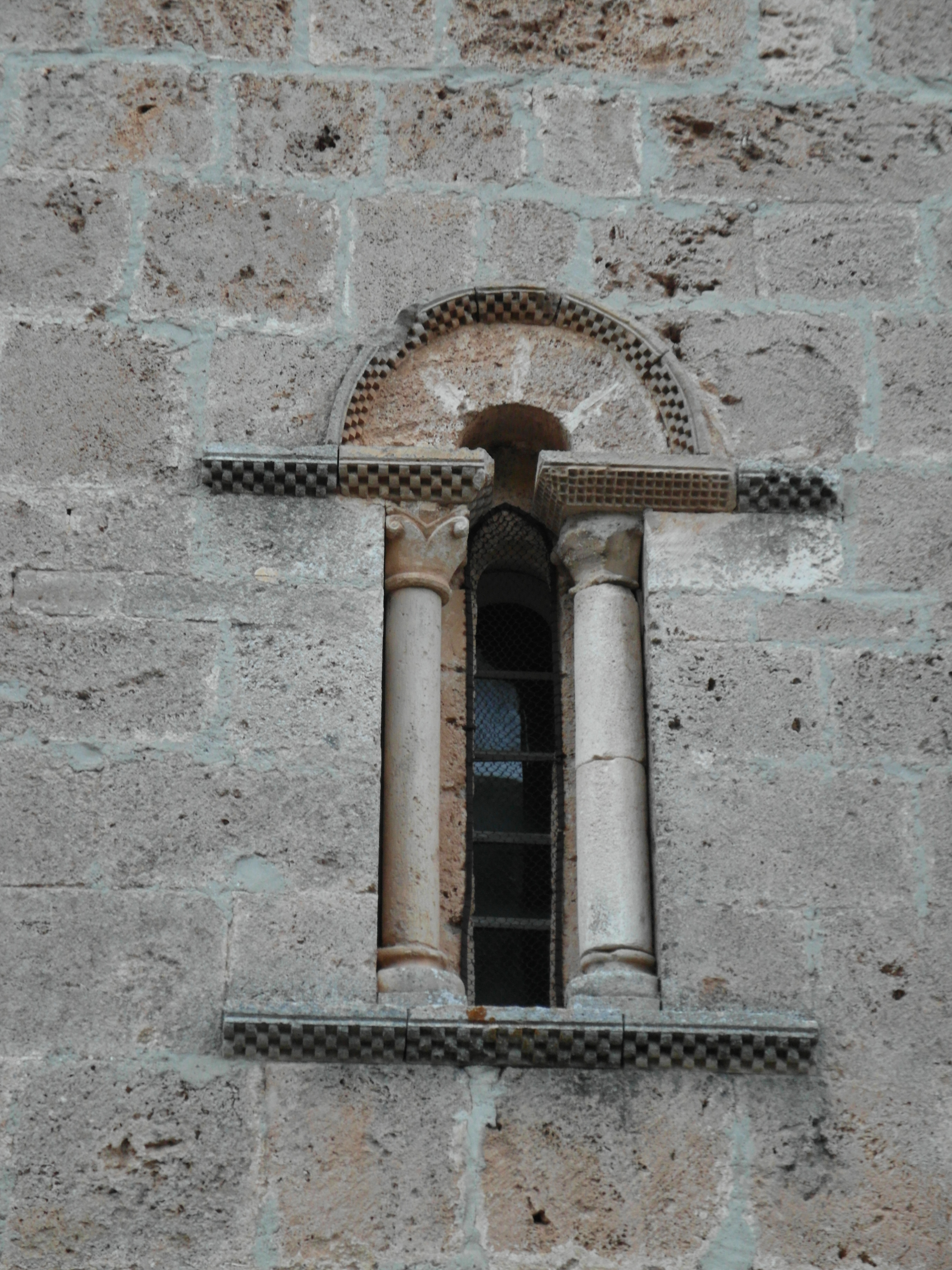
Pequeña ventana
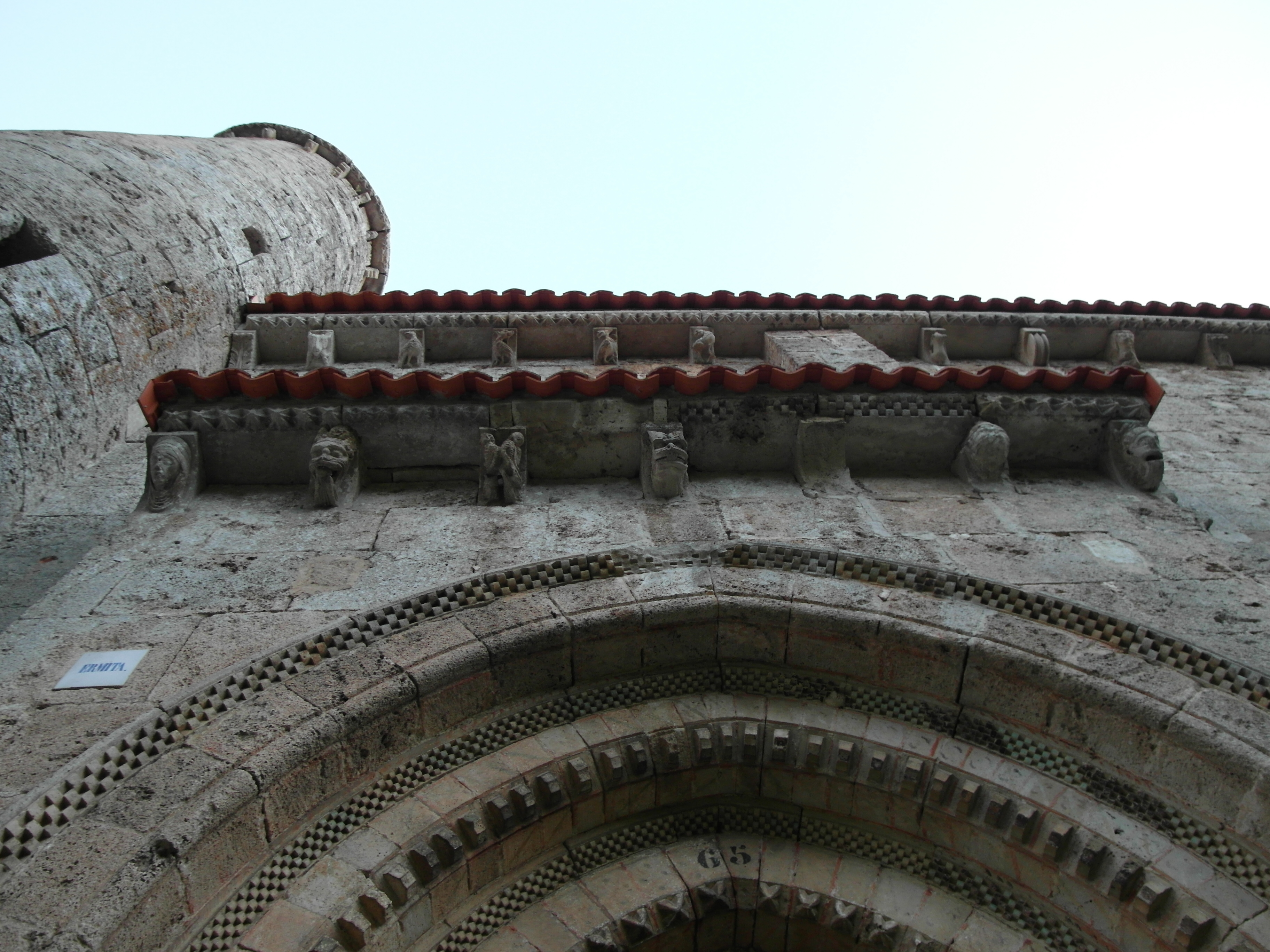
Portada bajo tejadillo con canecillos
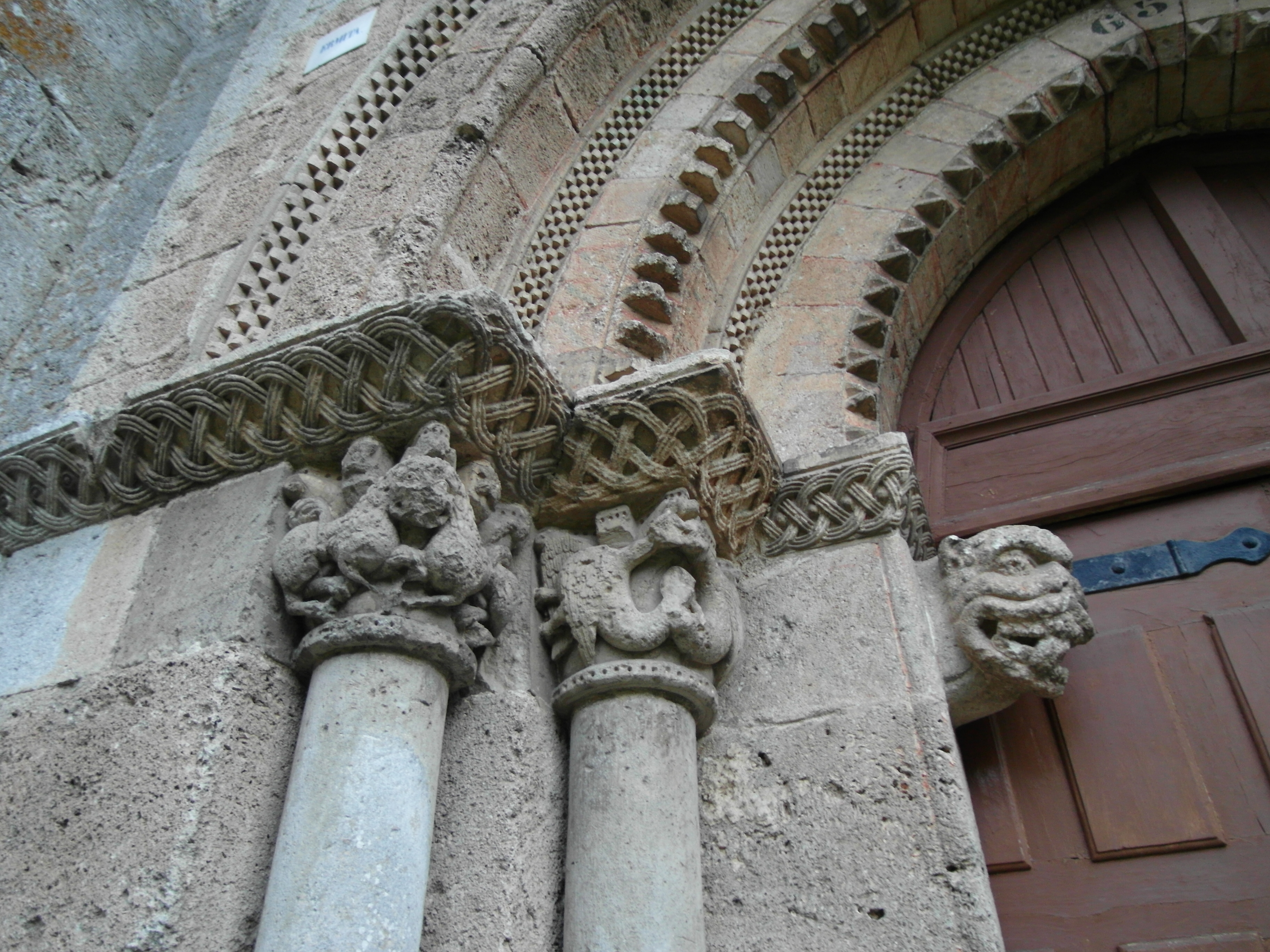
Decoración de la mitad izquierda de la portada
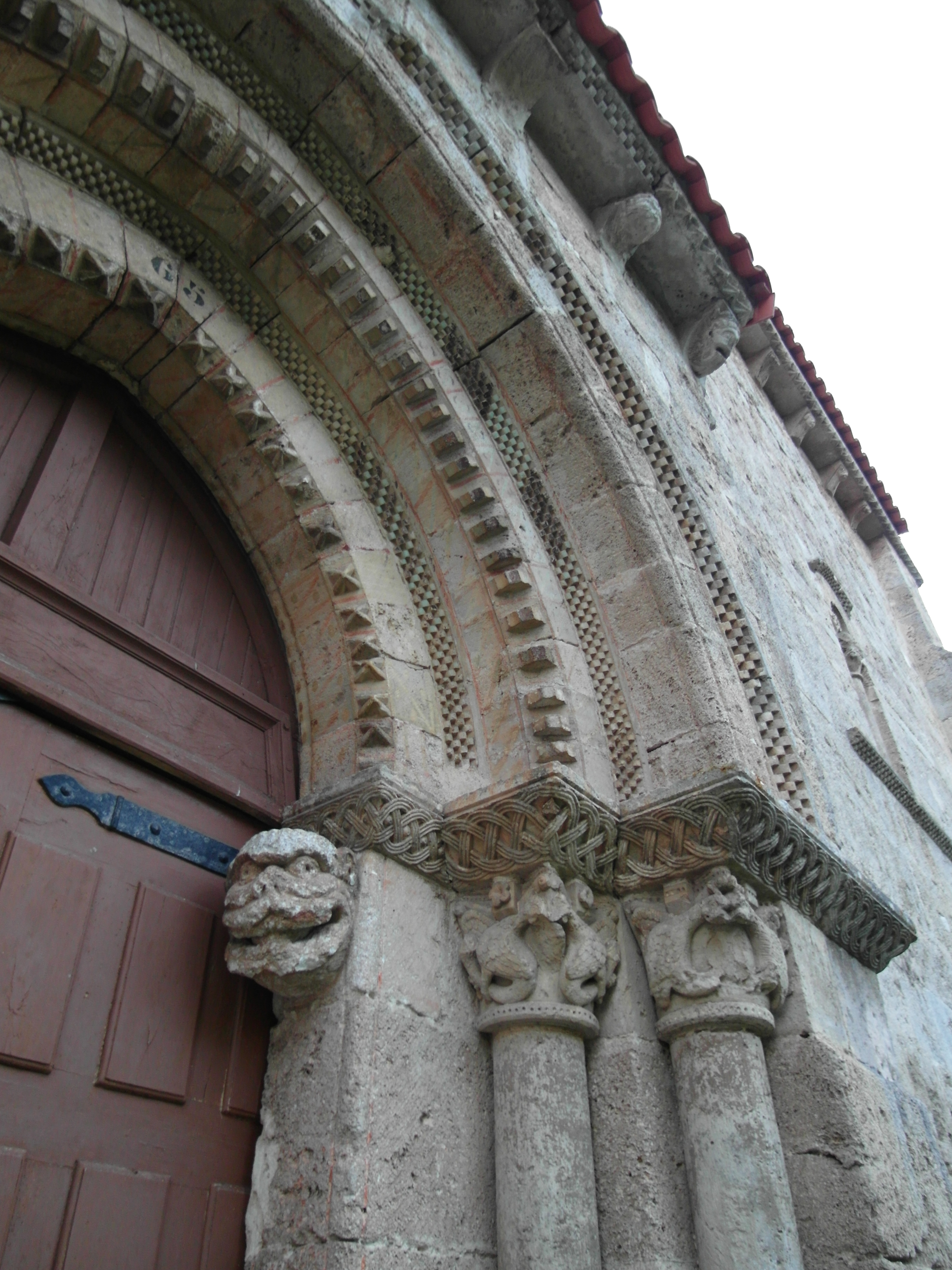
Decoración de la mitad derecha de la portada
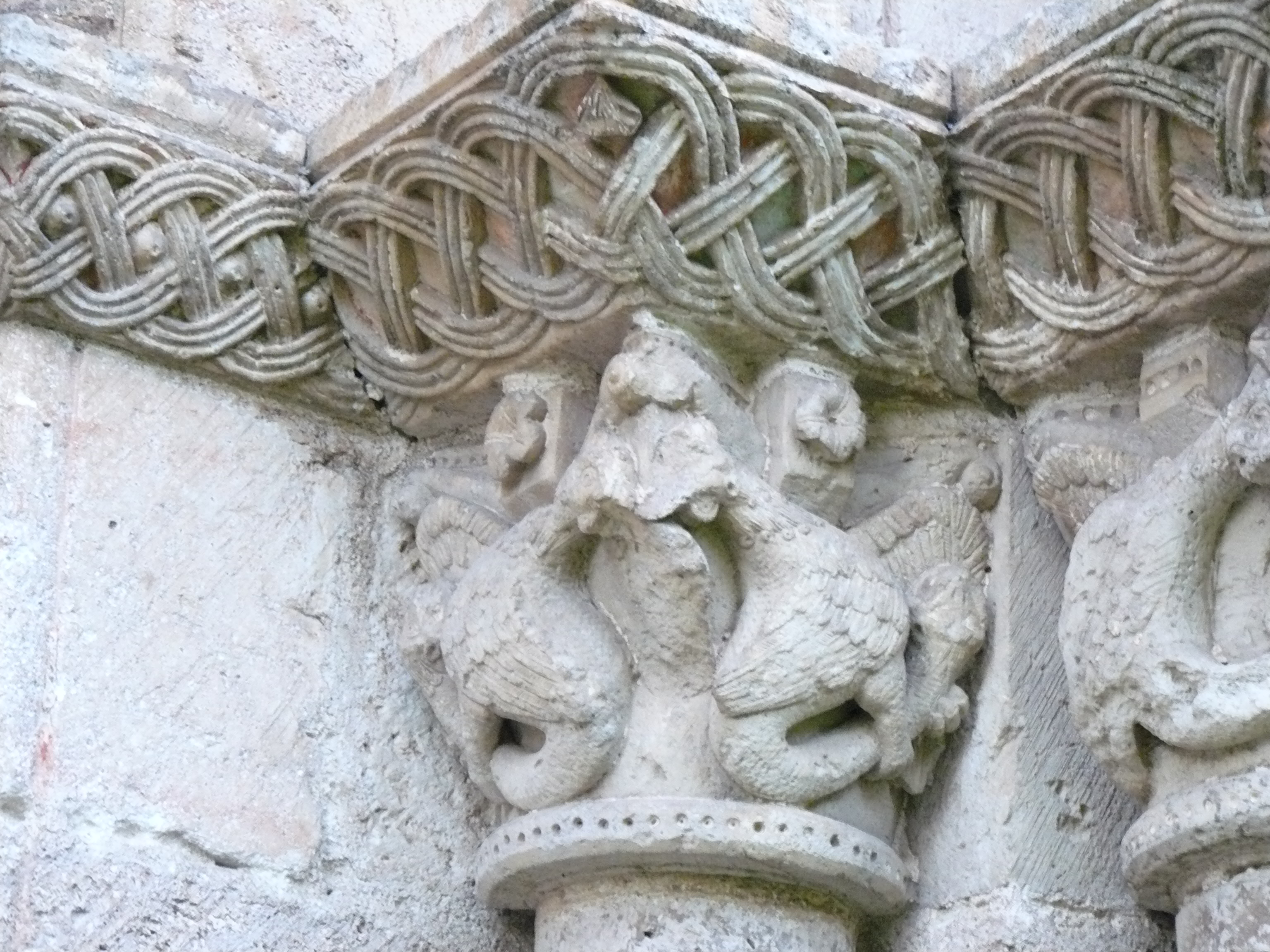
Detalle de un capitel